# Entomoplasma ellychniae
Entomoplasma ellychniae è una specie di batterio appartenente alla famiglia delle Entomoplasmataceae.